# Erinaceidae
Erinaceidae es una familia del orden Eulipotyphla, compuesta por los erizos y gimnuros. Hasta hace poco, se le asignó al orden Erinaceomorpha, que se ha subsumido con el parafilético Soricomorpha en Eulipotyphla. Se ha demostrado que Eulipotyphla es monofilético; Soricomorpha es parafilético porque Soricidae compartió un ancestro común más reciente con Erinaceidae que con otros soricomorfos.
En total, la familia comprende 26 especies distribuidas en Eurasia y África. Se dividen en dos subfamilias exteriormente distintas, los erizos espinosos (Erinaceinae) y el erizo rata o de pelo sin espinas (Galericinae). La posición sistemática de los erizos sigue siendo controvertida: tradicionalmente se clasifican en los insectívoros (Eulipotyphla), alternativamente colocados como un orden separado (Erinaceomorpha) en la base de los mamíferos superiores (Eutheria). Estudios recientes han vuelto a hacer más probable la primera variante.

## Características
Los erinaceidos generalmente tienen forma de musaraña, con hocicos largos y colas cortas. Sin embargo, son mucho más grandes que las musarañas, con un rango de 10 a 15 cm (4 a 6 pulgadas) de longitud corporal y de 40 a 60 gramos (1,4 a 2,1 onzas) de peso, en el caso del gimnuro de cola corta, hasta a 26 a 45 cm (10 a 18 pulgadas) y de 1,0 a 1,4 kg (2,2 a 3,1 libras) en la rata lunar. Todas las especies menos una tienen cinco dedos en cada pie, en algunos casos con garras fuertes para cavar, y tienen ojos y orejas grandes.  La mayoría de las especies tienen glándulas odoríferas anales, pero están mucho mejor desarrolladas en los gimnuros, que pueden tener un olor fuerte.

### Pelaje

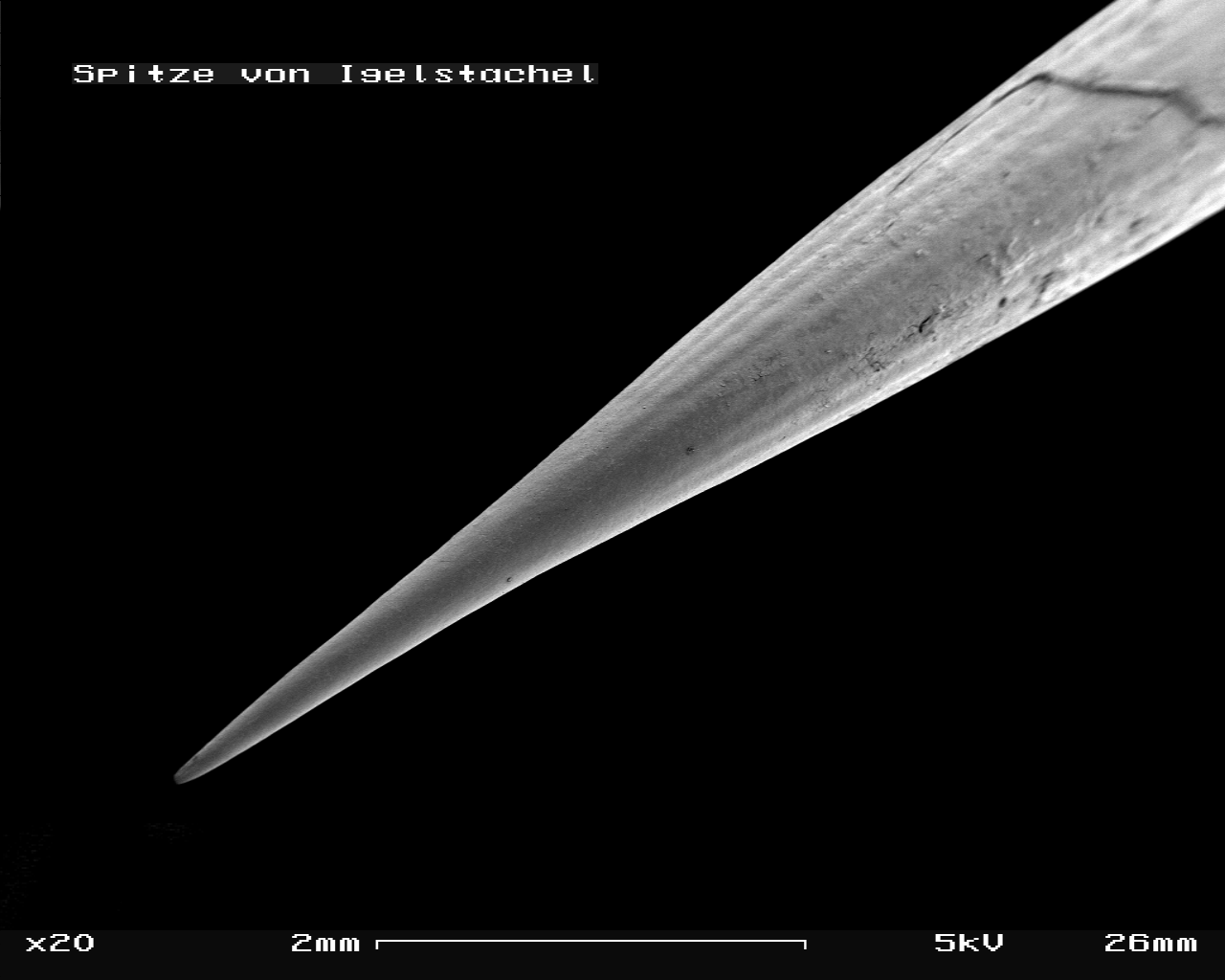
Una púa de erizo observada con un microscopio electrónico de barrido (MEB, 20× aumentos).

Los erizos poseen cabello modificado en espinas afiladas para formar una cubierta protectora sobre la parte superior del cuerpo y los flancos, mientras que los gimnnuros solo tienen cabello normal.
El pelaje de los erizos suele ser de tonos discretos de marrón o gris. Los erizos espinosos tienen espinas en el lomo y los flancos como arma defensiva eficaz (en el caso del erizo de pecho marrón hay entre seis y ocho mil). Estas espinas son pelos huecos modificados. Cada espina está equipada con un músculo erector (Musculus arrector pili). Los erizos espinosos pueden enroscarse en una bola cuando se sienten amenazados. El enroscamiento del cuerpo es una compleja interacción de numerosos músculos, entre ellos el Musculus caudo-dorsalis, que va desde las vértebras caudales hasta la espalda y erige las espinas, y un músculo anular (Musculus sphincter cuculli), que mantiene la esfera cerrada y oculta así las partes desprotegidas del cuerpo. El abdomen, la cara y las extremidades están cubiertos de pelo en los erizos espinosos.
Por el contrario, los erizos rata no tienen espinas y por lo tanto (y debido a la cola generalmente más larga) se parecen a una musaraña. Su pelaje, de color gris-marrón a negro, puede ser suave como la seda o áspero, dependiendo de la especie. La estrategia de defensa de estos animales es el fleeing.

### Cabeza y dientes

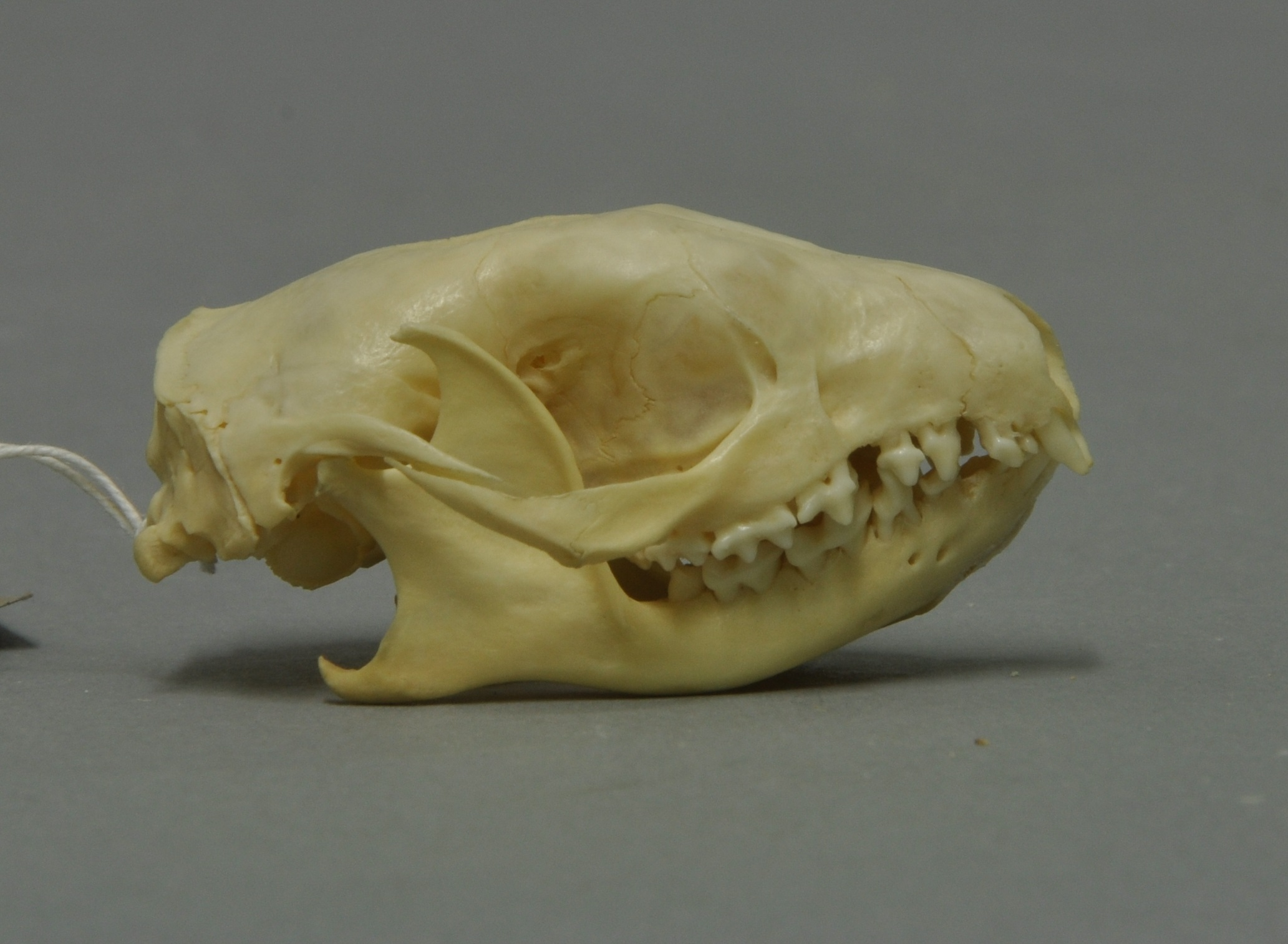
Cráneo de un erizo de vientre blanco (Atelerix albiventris).

El cráneo de los erizos es alargado y plano. Una característica especial es el arco cigomático cerrado y el hueso cigomático independiente, que distingue a estos animales de la mayoría de los demás insectívoros. La cabeza se asienta sobre un cuello corto. El hocico, alargado y móvil, está provisto de pelos táctiles. Los ojos y las orejas son relativamente grandes en comparación con otros insectívoros. El olfato y el oído son probablemente los sentidos más importantes en la búsqueda de alimento, la percepción visual, sin embargo, juega sólo un papel subordinado.
El cráneo es relativamente pequeño, en consecuencia el cerebro también es de construcción sencilla y pequeño en comparación con la masa corporal. Sin embargo, el bulbo olfatorio está bien desarrollado. El erizo también utiliza el órgano de Jacobson.
Los dientes de los erizos tienen cúspides puntiagudas y crestas de esmalte afiladas y están muy bien adaptados a su dieta carnívora. Todas las especies tienen comparativamente muchos dientes, conservando algunos representantes el número original de dientes 44 de los mamíferos superiores. El incisivo principal es a menudo más grande que los otros incisivos, y los molares superiores tienen cuatro cúspides, con el molar posterior a menudo reducido.
| Fórmula dentaria | Fórmula dentaria | Incisivo I | Canino C | Premolar P | Molar M |
| ---------------- | ---------------- | ---------- | -------- | ---------- | ------- |
| 36–44            | =                | 3          | 1        | 3–4        | 3       |
| 36–44            | =                | 2–3        | 1        | 2–4        | 3       |

## Distribución y hábitat

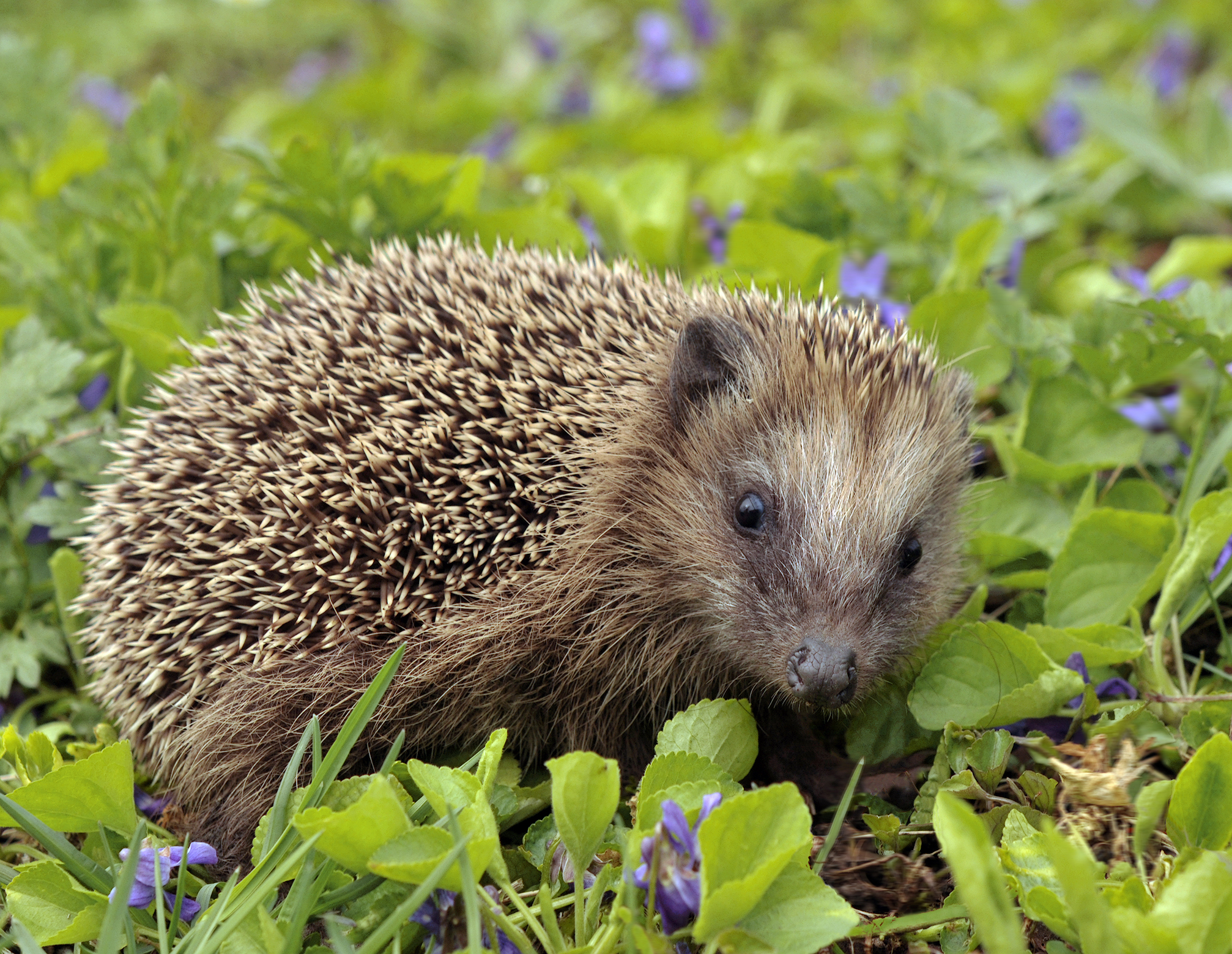
El erizo europeo es la especie occidental de las dos especies de erizos europeos.

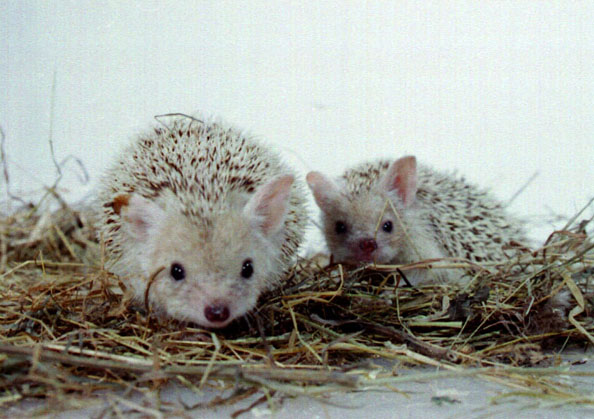
El erizo orejudo vive en el norte de África y en el oeste y centro de Asia.

Los erizos están restringidos al Viejo Mundo, en Europa, África y partes de Asia. No viven en América ni en Australia. Mientras que el área de distribución de los erizos espinosos se extiende desde las islas británicas y la península ibérica hasta Sudáfrica y Corea e India, respectivamente, los erizos rata están restringidos al Sudeste Asiático.
Los erizos habitan una gran variedad de hábitats: los erizos espinosos tienden a preferir hábitats secos; se encuentran en bosques ralos, praderas y también paisajes cultivados, entre otros lugares. Algunos géneros, como el erizo del desierto y el erizo orejudo, son incluso claramente habitantes de estepas y desiertos. Los erizos rata, en cambio, prefieren los hábitats húmedos y se encuentran sobre todo en las selvas tropicales.
No muy emparentados con los erizos están los equidnas australianos, que pertenecen a los animales cloacales .

## Hábitos y comportamientos

### General

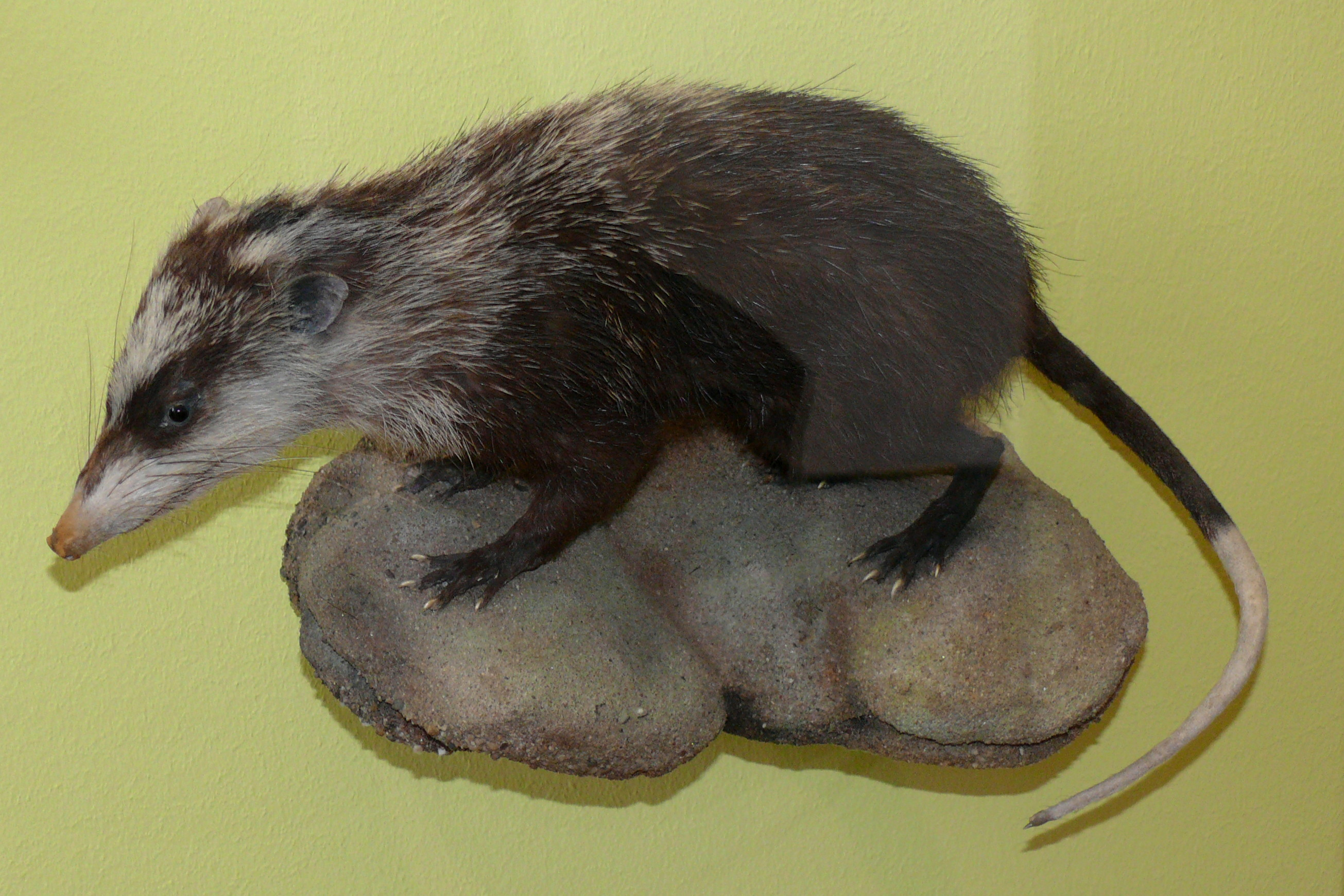
Rata lunar.

Los erizos son principalmente terrestres (que viven en el suelo); suelen buscar comida en el suelo. Algunas especies pueden trepar bien y a veces se quedan en los arbustos. Algunas especies hacen senderos en la densa maleza para avanzar más rápidamente. Algunas especies pueden nadar bien. Al menos una especie, la rata lunar, también busca comida en el agua.
Los equinodermos suelen excavar sus propias madrigueras, que les sirven como lugares de descanso. Las entradas a las madrigueras suelen estar ocultas en la vegetación densa, y el nido suele estar forrado de vegetación seca. Los erizos rata, en cambio, no suelen hacer madrigueras, sino que se esconden entre las grietas de las rocas, en las raíces de los árboles o en agujeros del suelo. Muchas especies viven en madrigueras simples, mientras que otras construyen nidos temporales en la superficie con hojas y pasto, o se refugian en troncos huecos o escondites similares. 
Los erizos espinosos se enroscan en una bola cuando se ven amenazados y erigen sus espinas.
Los erizos son nocturnos, pero los gimnuros lo son menos y pueden estar activos durante el día. 

### Comportamiento social y tiempos de actividad
Los erizos llevan en su mayoría vidas solitarias fuera de la época de apareamiento. Son principalmente crepusculares o nocturnos, sólo se conocen algunas especies de erizo rata que buscan comida durante el día. Los animales enfermos son conspicuos por vagar sin rumbo durante el día, infestación por parásitos o comportamiento apático.
Los erizos de las regiones más frías hibernan hibernación, mientras que los que viven en zonas muy cálidas caen en un torpor durante los periodos secos. (rigor mortis).

### Alimentación
Los erinaceidos son omnívoros, y la mayor parte de su dieta consiste en insectos y sus larvas, lombrices de tierra, caracoles y otros pequeños invertebrados. Las lombrices y los caracoles, sin embargo, sólo son ayudas de emergencia cuando hay falta de alimento, ya que pueden transmitir patógenos y, por tanto, resultar peligrosos para los erizos. También accidentalmente comen semillas y frutas, pero no pueden digerirlas, y ocasionalmente huevos de aves, junto con cualquier carroña que encuentren. Sus dientes son afilados y adecuados para masticar presas invertebradas.  Contrariamente a las afirmaciones generalizadas, los erizos no comen manzanas ni setas, sino que a lo sumo las buscan en busca de animales comestibles, como gusanos.
También es falsa la afirmación de que los erizos almacenan sus provisiones de alimentos en sus espinas dorsales. Aunque a veces se encuentran hojas o frutos empalados en sus lomos, los erizos no se alimentan de ellos. Recogen este lastre involuntariamente, por ejemplo en su nido, y muestran poco afán por quitárselo.
Los erizos tienen intolerancia a la lactosa, no pueden descomponer la azúcar de la leche. Beben la leche que les ofrecen los humanos, por ejemplo, pero pueden morir por ello.

### Reproducción

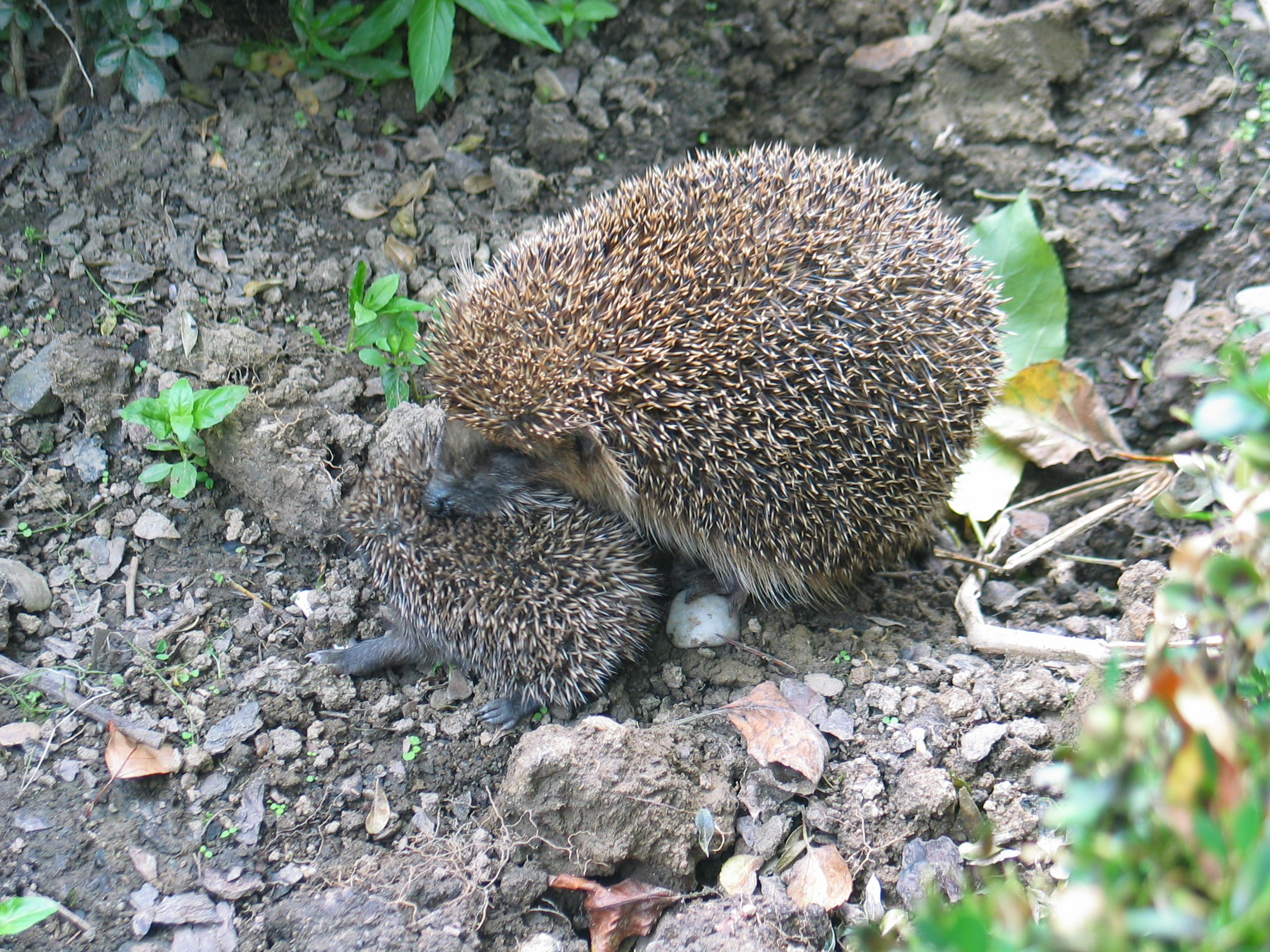
erizo con cría.

Los erizos tienen crías una vez al año (o dos en las regiones más cálidas). Tras un periodo de gestación de unos 30 a 48 días, la hembra da a luz de una a once crías (en las especies europeas hay una media de cuatro a cinco). El padre no juega ningún papel en la crianza de las crías.
Las crías de erizo espinoso aún tienen las espinas blandas al nacer para no lesionar el canal de parto de la madre. Los recién nacidos son inicialmente ciegos, sin pelo e indefensos. Después de 12 a 24 días las crías abren los ojos, y después de seis a ocho semanas son destetados de la leche materna. La madurez sexual suele producirse entre los 6 y los 12 meses. La esperanza de vida en libertad es, por lo que se sabe, de tres a siete años.
A los erizos les empiezan a salir espinas dentro de las 36 horas siguientes al nacimiento.

## Relación entre los erizos y el ser humano

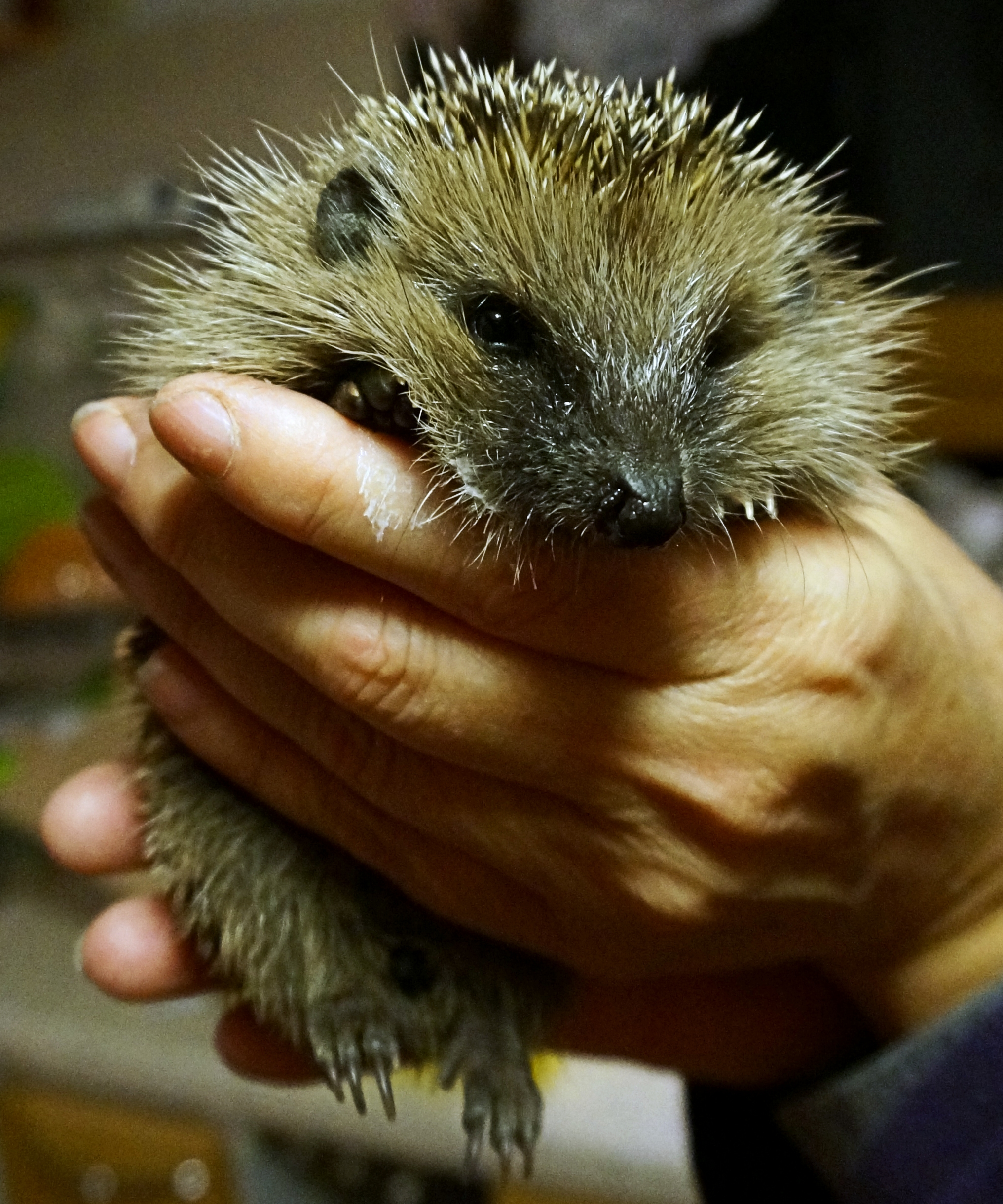
Joven erizo de pecho marrón, aprox. 240 gramos.

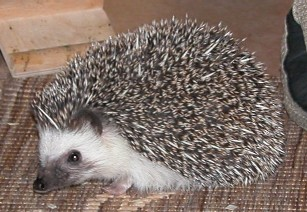
El erizo enano de vientre blanco a veces se tienen como mascotas.

Los erizos se tenían como mascotas ya en la antigüedad. En la literatura y el arte medievales se les considera astutos, y a veces taimados o incluso demoníacos. Un mito común sostenía que rodaban por el suelo bajo árboles frutales y vides en otoño para empalar la fruta en sus espinas y llevarla de vuelta a su madriguera para el invierno. Esta afirmación aparece por primera vez en Plinio el Viejo, pero también fue recogida por Plutarco y por Timoteo de Gaza, y en la Edad Media por Bartholomaeus Anglicus. En la historia natural paleocristiana de Physiologus, esta supuesta característica de los animales se utilizó para una metáfora religiosa, que encontró su camino en varios bestiarios medievales. en varios bestiarios medievales: Según esto, el erizo representa al diablo, que merodea por la Viña del Señor y quiere robar de ella el mayor número posible de "frutos" de Dios, es decir, de cristianos creyentes.
Para la medicina popular o supersticiones algunas especies de erizos fueron cazadas por motivos; sin embargo, nunca estuvieron en peligro de extinción. Los erizos enanos de vientre blanco se mantienen como mascotas en algunos lugares.
Los veranos secos y calurosos en Europa (por ejemplo en 2018, 2019 y 2020, véase también Calentamiento global) favorecen la mortalidad de insectos; en muchos lugares los suelos están secos y duros. El número de erizos en Alemania, Gran Bretaña (la "madre patria de la investigación sobre erizos") y otros países ha disminuido considerablemente desde mediados de la década de 1990 (o antes). El uso de pesticidas también les está perjudicando.
Los erizos rata, que viven en los bosques tropicales, están amenazados por la deforestación de los bosques tropicales húmedos. La UICN ha clasificado dos especies de erizo rata como "en peligro" y una como "vulnerable".

## Clasificación
- Familia Erinaceidae
  - Subfamilia Erinaceinae
    - Género Atelerix
      - Atelerix albiventris, Erizo de vientre blanco
      - Atelerix algirus, Erizo moruno
      - Atelerix frontalis, Erizo sudafricano
      - Atelerix sclateri, Erizo somalí

    - Género Erinaceus
      - Erinaceus amurensis, Erizo de Manchuria
      - Erinaceus concolor, Erizo oscuro oriental
      - Erinaceus europaeus, Erizo común
      - Erinaceus roumanicus, Erizo de pecho blanco norteño

    - Género Hemiechinus
      - Hemiechinus auritus, Erizo orejudo
      - Hemiechinus collaris, Erizo orejudo de la India

    - Género Mesechinus
      - Mesechinus dauuricus, Erizo del Gobi
      - Mesechinus hughi, Erizo de Hugh

    - Género Paraechinus
      - Paraechinus aethiopicus, Erizo del desierto
      - Paraechinus hypomelas, Erizo de Brandt
      - Paraechinus micropus, Erizo de la India
      - Paraechinus nudiventris, Erizo de vientre desnudo

  - Subfamilia Galericinae
    - Género †Deinogalerix
      - Deinogalerix koenigswaldi
      - Deinogalerix minor
      - Deinogalerix intermedius
      - Deinogalerix freudenthali
      - Deinogalerix brevirostris

    - Género Echinosorex
      - Echinosorex gymnura, Gimnuro

    - Género Hylomys
      - Hylomys megalotis, Gimnuro orejudo
      - Hylomys parvus, Gimnuro enano
      - Hylomys suillus, Gimnuro de cola corta

    - Género Neohylomys
      - Neohylomys hainanensis, Gimnuro de Hainan

    - Género Neotetracus
      - Neotetracus sinensis, Gimnuro de China

    - Género Podogymnura
      - Podogymnura aureospinula, Gimnuro espinoso
      - Podogymnura truei, Gimnuro de Mindanao

    - Género †Tetracus
      - Tetracus daamsi
      - Tetracus nanus